# La marcha Radetzky
La marcha Radetzky o La marcha de Radetzky (en alemán, Radetzkymarsch) es una novela del escritor austriaco Joseph Roth, publicada en 1932. Narra el declive y la caída del imperio austrohúngaro a través de la historia de la familia Trotta. La marcha Radetzky es un temprano ejemplo de una historia que presenta la participación recurrente de una figura histórica, en este caso el emperador Francisco José I de Austria (1830-1916). Roth continuó la historia de la familia Trotta hasta la época del Anschluss en su novela posterior La cripta de los capuchinos (en alemán, Kapuzinergruft), publicada en 1938. La novela fue publicada por primera vez en inglés en 1933,  y en español en 1950.

## Trama
La marcha de Radetzky relata la historia de tres generaciones de la familia Trotta, soldados profesionales y burócratas de carrera austrohúngaros de origen esloveno, desde su zenit durante el imperio hasta el descenso a la guerra que llevaría a su disolución. Roth fue pionero en el uso de una figura histórica (el emperador Francisco José) como un personaje de ficción recurrente en la novela. El autor muestra el dilema al que se enfrenta la moral de los ´héroes individuales con el declinar de las tradiciones en una época de decadencia. La trama muestra ese dilema en la difícil relación de paternidad entre los Trotta, y en el anciano emperador Francisco José que entiende paternalmente su responsabilidad para sus súbditos.  Roth consigue ver toda esta historia desde un prisma de humor -en el que la ironía se mezca con la nostalgia- en la tragedia de los Trotta y la del propio emperador. Al final, sin embargo, no hay duda de que la conclusión de la historia es amargamente trágica, como es el fin del imperio austrohúngaro. La extensa novela está distribuida en tres partes, a las que se añade un epílogo.

#### Primera parte
Se inicia con el relato del hecho en que se origina toda la historia. En 1859, el Imperio austriaco (1804–67) luchaba en la Segunda guerra de la Independencia italiana (29 de abril – 11 de julio de 1859), contra franceses e italianos: Napoleón III de Francia, el emperador de los franceses, y el reino de Piamonte-Cerdeña.La marcha Radetzky

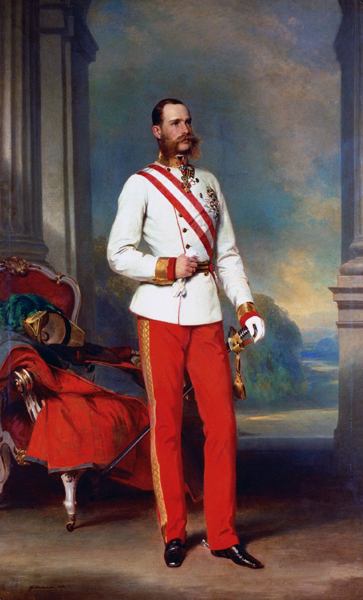
El emperador: Francisco José con el uniforme de mariscal de campo austriaco.

En el norte de Italia, durante la batalla de Solferino (24 de junio de 1859), el bien intencionado, pero torpe emperador Francisco José I, casi muere. Para frustrar a los francotiradores, el teniente de infantería Trotta derriba al emperador de su caballo. El emperador premia al teniente Trotta con la orden de María Teresa y lo ennoblece. Usando exquisita ironía, Roth muestra cómo esta elevación a la nobleza, que aparentemente los engrandece, al final lleva a la ruina de los Trotta, en paralelo con el declive imperial de Austria-Hungría (1867-1918). 
Tras su elevación social, el teniente Trotta, ahora barón Treotta, es considerado por sus parientes, incluido su propio padre, como de una clase superior. Aunque el recientemente nombrado barón Trotta no intenta darse aires, todos los de su antigua vida lo ven de manera diferente, como un noble. Las percepciones y expectativas de la sociedad al final lo obligan a unirse, a regañadientes, a la aristocracia, una clase social en la que nunca se siente cómodo. 
Como padre, el primer barón Trotta se disgusta por el revisionismo histórico que el sistema educativo nacional enseña a la generación de su hijo. El libro de texto de su hijo presenta como cierta una leyenda sobre su rescate, en el campo de batalla, del emperador. Encuentra especialmente indignante que se le represente a él, teniente de infantería, como un oficial de caballería. Intenta convencer al emperador para que cambie el texto para reflejar los hechos verdaderos. Sin embargo, el emperador señala que la verdad sería bastante pedestre, inútil de cara al patriotismo austro-húngaro. Aunque el emperador justifica esa narración explicándole que la verdad sería bastante pedestre, inútil de cara al patriotismo austro-húngaro; da las indicaciones oportunas para que se elimine esa falsa historia de las siguientes ediciones de los textos. 
El desilusionado barón Trotta se pone en contra de la ambición de su hijo de convertirse en soldado, y en lugar de ello insiste en que se haga funcionario, la segunda carrera más apreciada del imperio austrohúngaro; por costumbre, se espera que el hijo obedezca. El hijo con el tiempo se convierte en un comisario de distrito en una ciudad de Moravia. La leyenda del abuelo determina la vida del nieto: sin saber por qué su padre lo desanimó en sus ambiciones militares, el segundo barón Trotta envía a su propio hijo a la academia militar. 
El nieto del primer barón, Carl Joseph, con su carrera predeterminada por la leyenda que rodeaba a su antecesor, es animado a alistarse en la caballería. Con el grado de teniente se incorpora a un regimiento en Moravia, su integración entre los compañeros no le resulta fácil, su carácter y sus poca habilidad en la equitación, le lleva intimar con el comandante médico, el doctor Demant, quien tampoco se siente a gusto en el ejército. Su imprudente trato con la esposa de este comandante provoca un duelo entre el médico y un presuntuoso oficial, en el que los dos resultan muertos. Sintiéndose responsable del final de su amigo, decide dejar el regimiento de ulanos en que sirve.

#### Segunda parte
El joven Trotta pasa de los ulanos, un cuerpo de caballería que forma parte de la élite social, a un regimiento de cazadores, infantería menos prestigiosa. De este modo se incorpora a un regimiento emplazado a dos leguas de la frontera rusa. En una comarca inhóspita y extraña su integración no le resulta fácil, y se sumerge, como la mayoría de sus compañeros, en la bebida y el juego. Ante una revuelta entre los obreros de una fábrica de la localidad, al teniente Trotta se le encomienda su represión que, fatalmente, concluye con un elevado número de muertes. La conciencia de las consecuencias de su brutalidad profesional es el punto de partida de la desilusión del teniente Trotta con el ejército y con el imperio. Su amistad con dos personajes bien distintos marcan su estancia en este regimiento: por una parte el capitán Wagner, padece una invencible adicción al juego, y para responder a sus pérdidas acude a Trotta, que imprudentemente va asumiendo cada vez más de deudas; aunque no impide que Wagner, desesperado, acabe suicidándose.
Muy distinta es su amistad con el conde Chojnicki, un aristócrata que pasa una temporada en el palacio que tienen en aquella comarca, y que proporciona a los oficiales del regimiento un lujoso ambiente social; el conde es bien consciente de la decadencia del imperio austrohúngaro y de que se aproxima su final. Así se lo hace ver al padre del teniente, el jefe de distrito Trotta:

«Pero la monarquía se está destruyendo de vivo en vivo. Ya se nos ha destruido. Un anciano, cuya muerte cercana le puede llegar por cualquier resfriado, mantiene en pie el trono por el simple hecho, milagroso diría yo, de que todavía es capaz de sentarse en él. Pero, ¿hasta cuánto podrá hacerlo? Nuestro siglo no nos quiere ya. Los tiempos  quieren crear ahora Estados nacionales. Ya no se cree en Dios. La nueva religión es el nacionalismo. Los pueblos ya no van a las iglesias. Vas a asociaciones nacionalistas. La monarquía, nuestra monarquía, se basa en la religiosidad: en la creencia de los Habsburgo fueron escogidos por la gracias de Dios para reinar sobre tales y tales pueblos, muchos pueblos de la cristiandad.»
Segunda parte, capítulo XI

Siente indudable afecto por Trotta a quien presenta a la señora Taussig. Trotta se convierte pronto en su amante, lo que da lugar a frecuentes viajes del teniente a Viena, donde ella reside y un nivel de gastos que aumentan las deudas del teniente. La situación económica de Trotta es insostenible, y el prestamista le exige la devolución de una cantidad que, ni siquiera la ayuda de su padre podría saldar. Esta situación supondría el deshonor de los Trotta y su padre no escatima medios para evitarla, incluyendo una audiencia con el emperador que accede a resolver esa situación. Simultáneamente la señora Taussig abandona Viena, para acompañar a su marido internado en una clínica psiquiátrica. Todas esas circunstancia llevan a Trotta a plantearse abandonar el ejército, y así se lo comunica a su padre.

### Tercera parte
La historia se condensa en esta tercera parte, en la que Trotta, el jefe del distrito W, adquiere un mayor protagonismo, pues su desenlace vital y el de su hijo se entrelazan. El padre, comprende el desencanto de su hijo por el ejército, y con gran dolor da su consentimiento para que abandone el ejército. La despedida de Trotta del ejército se produce en unas circunstancias dramáticas. El regimiento de dragones instalado junto al de cazadores donde sirve Trotta, organiza una fiesta de verano, preparación de la que prevén con motivo del centenario de la fundación del regimiento que celebraría el año siguiente. Durante la celebración de esa fiesta el coronel recibe la noticia del asesinato en Sarajevo del heredero del trono. La repercusión de la noticia entre los asistentes a la fiesta  proporciona a la novela unas páginas patéticas en las que se mezcla el intento por parte de algunos de no dar crédito a la noticia, el dolor de otros, y las satisfacción de algunos húngaros presentes al considerar que eso supone la disolución del imperio. En esta situación el teniente Trotta, totalmente bebida, reacciona con la lealtad que corresponde al nieto del héroe de Solferino, aunque esto no le impide poner en práctica su decisión de abandonar el ejército. Pronto estalla la Gran Guerra, y Trotta se reincorpora el ejército; actuando en una frontera que se desmorona ante el avance ruso; en esa situación en una escaramuza menor, el teniente resulta muerto de un modo heroico pero carente de sentido cuando intenta llevar agua para la tropa sedienta.

### Epílogo
Dos años más tarde, su solitario y afligido padre, el comisario del distrito de W., muere casi inmediatamente después que el emperador Francisco José. Dos de los afligidos asistentes al funeral concluyen que el segundo von Trotta no podía haber sobrevivido al viejo emperador, y que ninguno podría haber sobrevivido al moribundo imperio:

«—Me habría gustado mencionar —dijo el alcalde— que el señor de Trotta no podía sobrevivir al emperador. ¿No le parece a usted, señor doctor?

—No sé —replicó el doctor Skowronnek—, Yo creo que ninguno de los dos era capaz de sobrevivir a Austria.»
Epílogo

## Alusiones y referencias a otras obras

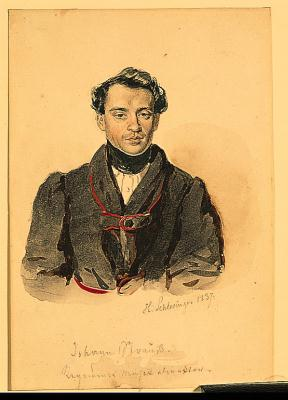
Johann Strauss I, el compositor de la Marcha Radetzky

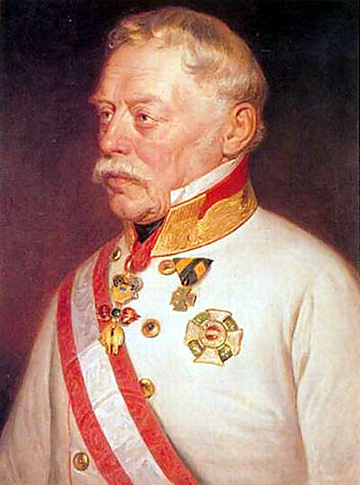
El mariscal Radetzky en cuyo honor se compuso la marcha que da título a la novela.

El título de la novela proviene de la famosa Marcha Radetzky, Op. 228 compuesta en 1848 por Johann Strauss (padre) (1804-49), que honraba al mariscal de campo austríaco Joseph Radetzky von Radetz (1766–1858). Es una composición musical simbólica que se escucha en muchos momentos de la historia familiar de los Trotta. Por otra parte, no parece casual el paralelismo existente entre las vicisitudes de la familia Trotta y las que padeció la Marcha Radetzky, expresión del nacionalismo austríaco en un primer momento y después símbolo de reaccionario cuando el mariscal tomó parte en la represión del movimiento revolucionario en Austria.

## Significado y crítica literaria
La marcha Radetzky es la novela más conocida de Joseph Roth. Fue aclamada por la crítica después de que se publicara por primera vez en alemán en 1932 y luego traducida al inglés en 1933. En 2003, el destacado crítico alemán Marcel Reich-Ranicki la seleccionó para su edición de las novelas más importantes en idioma alemán, Der Kanon. Es una novela sobre la ironía y el humor inherente a las acciones bien intencionadas que llevan al declive y la caída de una familia y un imperio; el emperador Francisco José I de Austria-Hungría ignora las consecuencias negativas, no intencionadas, de premiar a sus súbditos, y sigue confiriendo grandes favores, como ocurre con el teniente Trotta después de la batalla de Solferino en 1859.
Durante una entrevista en el show de televisión estadounidense Charlie Rose, el escritor hispano-peruano Mario Vargas Llosa consideró La marcha Radetzky como la mejor novela política que se ha escrito.
Con el paso del tiempo, esta saga de varias generaciones de la misma familia llevó a su autor la aclamación y el reconocimiento como «uno de los más grandes escritores en lengua alemana del siglo XX».

## Historia de su publicación
La primera edición alemana de la novela, Radetzkymarsch, la publicó en 1932 Verlag Kiepenheuer en Berlín. En 2010, fue reeditada con un epílogo y comentario por Werner Bellmann, Stuttgart: Reclam, 2010 (540 páginas).
La marcha de Radetzky ha sido traducida a varios idiomas. Geoffrey Dunlop la tradujo al inglés en 1933. Ese mismo año Soffy Topsøe la tradujo al danés, y Hugo Hultenberg al sueco. La edición francesa de 1934 fue traducción de Blanche Gidon. Una traducción al ruso se publicó en 1939, al español en 1950 (a la que han seguido numerosas traducciones), al checo en 1961, al rumano en 1966, al polaco en 1977, al portugués en 1984, al croata en 1991. Una destacada traducción al inglés fue realizada por el poeta Michael Hofmann, quien ha traducido otras obras de Joseph Roth.
La primera traducción al persa fue realizada por Mohammad Hemmati y se publicó en 2016.

## Edición
Joseph Roth: Radetzkymarsch. Ed. con comentario y epílogo: Werner Bellmann. Stuttgart: Reclam, 2010 (540 páginas).
En España, tras la primera traducción en 1950, han seguido numerosas traducciones, las ediciones recientes de esta obra en español son:
- La marcha de Radetzky [Bruguera (Ediciones B), 1981]  Trad. Griselda Vallribera Blanc
- La marcha de Radetzky (Editora y Distribuidora Hispano Americana, S.A. (EDHASA), 1989, 1994, 2012)
- La marcha de Radetzky (Club Círculo de Lectores, 1993, 2004)
- La marcha de Radetzky (Mediasat Group, S.A., 2003)  Trad. Artur Quintana
- La marcha Radetzky   (Alianza Editorial, 2020) Trad. Isabel García Adánez
- La Marcha Radetzky (Alba Editorial, 2020) Trad. Xandru Fernández